# Klikowa
Klikowa – część miasta Tarnowa, położona w północno-zachodniej części miasta, stanowi jednostkę pomocniczą o nazwie Osiedle nr 10 „Klikowa”, na koniec 2022 liczyła 2 517 mieszkańców.

## Opis
Historia Klikowej rozpoczęła się w XIV wieku. Do 1951, kiedy miejscowość przyłączono do Tarnowa, była wsią, a w latach 1934–1951 siedzibą gminy Klikowa.
Przez Klikową przebiega linia kolejowa zwana „Szczucinką”, przepływa także Potok Klikowski.
Na terenie dzielnicy znajdują się:
- Zkłady Mięsne „Sokołów”
- zakład produkcyjny „Bruk-Bet Termalica”
- Przedsiębiorstwo Przemysłu Chłodniczego „Fritar” S.A.
- stacja elektroenergetyczna 220/110 kV
- Szkoła Podstawowa nr 10 im. Romana „Sybiraka” Sanguszki
- Przedszkole Publiczne nr 5
- Warsztaty Terapii Zajęciowej dla niepełnosprawnych
- kościół parafialny pw. Niepokalanego Serca NMP wg projektu Adolfa Szyszko-Bohusza
- cmentarz parafialny i komunalny
- stadnina koni